# NGC 5667
NGC 5667 is een balkspiraalstelsel in het sterrenbeeld Draak. Het hemelobject werd op 17 april 1789 ontdekt door de Duits-Britse astronoom William Herschel.

## Synoniemen
- UGC 9344
- MCG 10-21-4
- ZWG 296.8
- IRAS 14289+5941
- PGC 51830